# Mannequins (film, 1933)
Pour les articles homonymes, voir Mannequins.
Pour plus de détails, voir Fiche technique et Distribution.
Mannequins est un film français réalisé par René Hervil, sorti en 1933.

## Fiche technique
- Réalisation : René Hervil
- Scénario : d'après l'opérette éponyme[1] de Henri Falk et Jacques Bousquet[2],[3]
- Décors : Jean d'Eaubonne
- Photographie : Paul Cotteret
- Musique : Joseph Szulc
- Société de production : Jacques Haïk pour Les Établissements Jacques Haïk
- Distribution : Les Établissements Jacques Haïk
- Pays de production :  France
- Langue originale : français
- Format : Noir et blanc - 1,37:1 - son mono
- Genre :
- Durée : 80 minutes
- Date de sortie :
  - France - 14 juillet 1933

## Distribution
- Paul Amiot : L'inspecteur
- Arielle : Trianon
- Gaby Basset : Rose
- Edmée Favart : Micheline / Fleur de Pêcher
- René Hiéronimus : Le vicomte
- Pierre Juvenet : Le marquis
- Sylviane Mancel : Sœurette
- Moriss : White Lotus
- Noël-Noël : Alfred
- Ketty Pierson : Une vendeuse
- Wanda Warel